# Збоју (Ђурђу)
Збоју (рум. Zboiu) насеље је у Румунији у округу Ђурђу у општини Греака. Oпштина се налази на надморској висини од 64 m.

## Становништво
Према подацима из 2002. године у насељу је живело 361 становника, од којих су сви румунске националности.